# Pandemia de gripe A (H1N1) de 2009-2010 en América
La pandemia de gripe A (H1N1), que se inició en 2009, entró en América el 17 de marzo del mismo año cuando México fue el primer país afectado.
Esta pandemia afectó, hasta el 27 de abril de 2010 (fecha de la última actualización), a todos los 35 países independientes, y a 16 de las 17 dependencias o territorios. Nicaragua fue el último país de América Latina en infectarse.
De los 35 países afectados por la pandemia, 26 registraron muertes. Y de las 16 dependencias infectadas, 8 de ellas registraron muertes (Puerto Rico, Islas Caimán, Islas Vírgenes Estadounidenses, Guayana Francesa, Bermudas, Martinica, Guadalupe, y las Islas Malvinas).

## Norteamérica
|                                                           |                                                                                        | |
| Muertes Casos confirmados Casos sospechosos Sin sospechas | Más de 10.000 casos Más de 2.000 casos Más de 500 casos Más de 100 casos Más de 1 caso | Sin muertes Más de 1 muerte Más de 5 muertes Más de 10 muertes Más de 50 muertes Más de 100 muertes Más de 500 muertes |

Según la Organización Mundial de la Salud (OMS), el primer enfermo registrado en Norteamérica y en el mundo fue un niño de 10 años de edad, quien enfermó el 30 de marzo en San Diego, Estados Unidos, que no había tenido ningún contacto con cerdos, y además no había tenido ningún antecedente de haber viajado a México.

### Canadá
El virus de la influenza A (H1N1) entró en Canadá el 27 de abril de 2009. Éste fue el tercer país en reportar casos de gripe A en el continente americano.
Los primeros cuatro casos de "gripe porcina" se han confirmado en Nueva Escocia y dos en la Columbia Británica. El médico jefe de Nueva Escocia, el Dr. Robert Strang, dijo el 26 de abril que el Laboratorio Nacional de Microbiología en Winnipeg confirmó que cuatro de los jóvenes en la provincia se están recuperando "relativamente bien" de la enfermedad. Los cuatro asistieron a la escuela preparatoria King's-Edgehill en Windsor, y uno de los cuatro estudiantes había sido infectado en un reciente viaje escolar a la Península de Yucatán.
En el mes de mayo de 2009, el primer caso en Nuevo Brunswick se confirmó en el Gran Área de Moncton. El director de Salud, el Dr. Eilish Cleary, dijo que probablemente habría más casos en la provincia.
"En la provincia de Alberta se registró el primer caso grave de gripe A (H1N1) en Canadá", declaró la ministra de Salud, Leona Aglukkaq, en conferencia de prensa. La paciente grave, era una joven que se encontraba en cuidados intensivos en la ciudad de Edmonton.
El 2 de mayo, se reportó por primera vez que la gripe del virus A (H1N1) había sido encontrada en los cerdos, en una granja de Alberta. Se sospecha que el granjero había viajado recientemente a México y contagió a los cerdos.

### Estados Unidos
El virus de la influenza A (H1N1) entró en los Estados Unidos el 28 de marzo de 2009. Éste fue el segundo país en reportar casos de gripe A en el continente americano.
Los funcionarios de los Estados Unidos confirmaron que siete personas en California (dos estudiantes de una escuela secundaria en Texas, y una pareja casada en Kansas) fueron infectados con el virus H1N1 de "gripe porcina", y todos se han recuperado satisfactoriamente. Al 27 de abril otro estudiante de la misma escuela secundaria en Texas era sospechoso de tener probablemente la cepa de la gripe. La escuela privada St. Francis Preparatory School en Nueva York, tenía 28 casos confirmados de "gripe porcina". Los casos en Kansas y Nueva York están relacionados con los viajes a México. La mayoría de los casos en California y Texas no están vinculados y puede reflejar brotes específicos de este virus en esas zonas. Uno de los casos se ha confirmado en Elyria, Ohio.
Una emergencia de salud pública fue declarada por la secretaria de Seguridad, Janet Napolitano, pero se dijo que este es un procedimiento estándar en los casos divergentes como las inundaciones; asimismo, desmiente que el presidente Barack Obama haya contraído el virus durante su viaje a la Ciudad de México. Los casos en los E.U.A. han sido menos graves y numerosos que en México, y sólo uno de los primeros 20 casos confirmados fue hospitalizado. Al 27 de abril los 20 casos se habían recuperado satisfactoriamente. Ese mismo día también se confirman 20 casos más, de los cuales sólo uno era grave. Sin embargo el 29 de abril se confirmó el primer deceso a causa de la gripe de un infante en Texas.

### Islas Bermudas
El virus de la influenza A (H1N1) entró en las Islas Bermudas el 2 de junio de 2009. Éste fue el 2º territorio (dependencia) en reportar casos de gripe A en el continente americano.
Hasta el 27 de abril de 2010 (fecha de la última actualización), las Islas Bermudas confirmaron 25 casos y una muerte por la gripe A (H1N1).

### Groenlandia
El virus de la influenza A (H1N1) entró en Groenlandia el 11 de noviembre de 2009. Éste fue el 16º territorio (dependencia) en reportar casos de gripe A en el continente americano.
Hasta el 27 de abril de 2010 (fecha de la última actualización), Groenlandia confirmó 1 caso de gripe A (H1N1).

### México
El virus de la influenza A (H1N1) entró en México el 17 de marzo de 2009. Éste fue primer país en reportar casos de gripe A en el continente americano y en el mundo entero.
El jueves 23 de abril, en los noticieros mexicanos se anunció que las clases se suspenderían en todas las escuelas de todos los niveles de la Ciudad de México. El gobierno de Canadá fue quien avisó a las autoridades de México de que el virus de la "gripe porcina" se encontraba en territorio mexicano. Ello fue debido a que un canadiense que visitó México como turista se contagió del virus y este se le detectó al llegar a Canadá. El 24 de abril de 2009, con el respaldo de la Secretaría de Educación Pública, el gobierno de la Ciudad de México y el del Estado de México cerraron temporalmente las escuelas de nivel preescolar a universitario, para evitar que la enfermedad se extiendiese a un área mayor (lo que supuso la interrupción lectiva para cerca de cinco millones de alumnos). Al 27 de abril, el Secretario de Salud de México, José Ángel Córdova Villalobos, anunció la suspensión de las actividades escolares en todos los niveles educativos (desde guarderías hasta nivel superior) en todo el país hasta el 6 de mayo, extendiendo así las medidas preventivas contra la epidemia. Se dio referencia a la suspensión de clases hasta el 6 de mayo; pero finalmente el gobierno mexicano suspendió las clases hasta el 11 de mayo de 2009.
Hasta el 24 de abril de 2009, existían casos confirmados en humanos en los estados de San Luis Potosí, Hidalgo, Querétaro, Distrito Federal y Estado de México (en San Pablo Tejalpa, en el municipio de Zumpahuacán), y se ha reportado que algunos de los mismos han sido fatales. Al día siguiente se sumaron varios estados más en informar acerca de presuntos casos: Baja California, Sonora, Chihuahua, Zacatecas, Aguascalientes, Tlaxcala, Veracruz y Oaxaca, y posiblemente en los estados de Jalisco, Colima y Sinaloa. El 27 de abril fueron detectados tres posibles casos en el estado de Querétaro. Sin embargo, para el 30 de abril Chihuahua y Sonora ya no tenían casos confirmados. Mientras las radiodifusoras daban consejos para prevenir la enfermedad, en la Ciudad de México decenas de personas hacían cola en centros de salud para solicitar atención médica y vacunas. Un millón de dosis de oseltamivir y zanamivir, es con lo que el gobierno federal cuenta para combatir la cepa de la influenza.

## América Centraly elCaribe
|                                                           | | |
| Muertes Casos confirmados Casos sospechosos Sin sospechas | Más de 50.000 casos Más de 5.000 casos Más de 500 casos Más de 50 casos Más de 5 casos Más de 1 caso Sin sospechas | Sin muertes Más de 1 muerte Más de 5 muertes Más de 10 muertes Más de 50 muertes Más de 100 muertes Más de 500 muertes |

El 28 de abril de 2009 se confirma el primer caso de gripe en Costa Rica, convirtiéndose en el primer país centroamericano en reportar el virus.
Otros países afectados por la pandemia de gripe A en Centroamérica son: Antigua y Barbuda, Bahamas, Barbados, Dominica, Granada, San Cristóbal y Nieves, San Vicente y las Granadinas, Santa Lucía, y otras dependencias británicas, francesas, y neerlandesas.

### Anguila
El virus de la influenza A (H1N1) entró en Anguila el 5 de agosto de 2009. Éste fue el 14º territorio (dependencia) en reportar casos de gripe A en el continente americano.
Hasta el 27 de abril de 2010 (fecha de la última actualización), Anguila confirmó 14 casos de gripe A (H1N1).

### Antigua y Barbuda
El virus de la influenza A (H1N1) entró en Antigua y Barbuda el 19 de junio de 2009. Éste fue el 28º país en reportar casos de gripe A en el continente americano.
El 19 de junio se registró un primer caso en la isla de antigua tratándose de un trabajador de mantenimiento de unas instalaciones de resort en la isla el 9 de julio se presentó el segundo caso siendo el de un turista llegado de Miami EE. UU. el 23 de julio el 3° caso se registró en un turista de 35 años el 25 de octubre el 4° se confirmó en un hombre de 29 años de Antigua. 
Hasta el 27 de abril de 2010 (fecha de la última actualización), Antigua y Barbuda confirmó 4 casos de gripe A (H1N1).

### Antillas Neerlandesas
El virus de la influenza A (H1N1) entró en las Antillas Neerlandesas el 17 de junio de 2009. Éste fue el 7º territorio (dependencia) en reportar casos de gripe A en el continente americano.
Hasta el 27 de abril de 2010 (fecha de la última actualización), las Antillas Neerlandesas confirmaron 98 casos de gripe A (H1N1).

### Aruba
El virus de la influenza A (H1N1) entró en Aruba el 3 de julio de 2009. Éste fue el 8º territorio (dependencia) en reportar casos de gripe A en el continente americano.
Hasta el 27 de abril de 2010 (fecha de la última actualización), Aruba confirmó 13 casos de gripe A (H1N1).

### Bahamas
El virus de la influenza A (H1N1) entró en las Bahamas el 31 de mayo de 2009. Éste fue el 21º país en reportar casos de gripe A en el continente americano.
Hasta el 27 de abril de 2010 (fecha de la última actualización), las Bahamas confirmaron 29 casos y 4 muertes por la gripe A (H1N1).

### Barbados
El virus de la influenza A (H1N1) entró en Barbados el 3 de junio de 2009. Éste fue el 25º país en reportar casos de gripe A en el continente americano.
Un primer caso fue confirmado el 3 de junio tratándose de un turista llegado de la República Dominicana el 27 de mayo. El caso fue puesto en condición de cuarentena supervisada. El 7 de septiembre Barbados cuenta con 79 casos confirmados de los cuales 3 están recibiendo terapia intensiva, el 30 de septiembre Barbados presentó su primera defunción en un caso clínico de influenza humana que presentó resultado positivo póstumo con un total de 96 casos hasta esa fecha, al 3 de enero 131 casos han sido confirmados, de los 131 casos 19 requirieron hospitalizacion y 9 ingresaron en cuidados intensivos y 2 habían fallecido por un cuadro clínico de influenza 
Hasta el 27 de abril de 2010 (fecha de la última actualización), Barbados confirmó 154 casos y 3 muertes por la gripe A (H1N1).

### Belice
El virus de la influenza A (H1N1) entró en Belice el 7 de julio de 2009. Éste fue el 31º país en reportar casos de gripe A en el continente americano.
Belice reportó su primer caso el 7 de julio de 2009, convirtiéndolo en el último país centroamericano en infectarse con el virus H1N1. Hasta el 27 de abril de 2010 (fecha de la última actualización), Belice confirmó 49 casos de gripe A (H1N1).

### Costa Rica
El virus de la influenza A (H1N1) entró en Costa Rica el 28 de abril de 2009. Éste fue el 4º país en reportar casos de gripe A en el continente americano.
El 28 de abril se confirma el primer caso de gripe A (H1N1) en Costa Rica: una.eluniversal.com.mx/notas/594452.html Página web oficial del periódico Mexicano El Universal " Costa Rica confirma segundo caso y declara emergencia" Nota consultada el 28-04-2009]</ref> El Ministerio de Salud reportó la mañana del 2 de mayo la existencia de dos nuevos casos probables de "gripe porcina" en el país: un varón de 53 años y una mujer de 24 años.
El hombre de 53 años contagiado con el virus de la gripe A (H1N1) se convirtió en la primera víctima mortal en Costa Rica. Así lo confirmó el 9 de mayo la ministra de Salud. Costa Rica se convirtió en el cuarto país en el mundo en presentar casos mortales de la gripe A (H1N1).
Como resultado del súbito incremento en el número de pacientes ocurrido en las últimas semanas, a partir del 11 de julio el Ministerio de Salud emitió nuevas directrices para enfrentar la pandemia y concentrar sus acciones en evitar más decesos por la pandemia. A partir de esta fecha únicamente se tomarán muestras a pacientes con síntomas de influenza que presenten factores de riesgo, tales como asmáticos, diabéticos, embarazadas, obesos, y aquellos con enfermedades pulmonares y cardíacas. Otros pacientes que tendrán prioridad son los que presenten 39 o más grados Celsius de temperatura y/o dificultad para respirar. Además, y con el propósito de enfrentar el pico de gripe A (H1N1), el 13 de julio el Ministerio de Salud ordenó extender una semana las vacaciones estudiantiles de medio año, medida que es obligatoria para las escuelas y colegios, tanto públicos como privados, en todo el territorio nacional. Después de las medidas preventivas, los centros universitarios retornaron a clases normalmente.

### Cuba
El virus de la influenza A (H1N1) entró en Cuba el 11 de mayo de 2009. Éste fue el 11º país en reportar casos de gripe A en el continente americano.
Cuba reportó el día 11 de mayo el primer caso del virus H1N1 que "es de origen mexicano" (según la Salud Pública de ese país), por lo que Cuba tomó las medidas pertinentes para que no se propagase al resto de la isla.
El expresidente Fidel Castro acusó al Gobierno de México de haber mentido y encubierto la aparición de esa epidemia, condenando que era un atentado contra las naciones latinoamericanas. También, el 14 de mayo, volvió a acusar a México, pero esta vez atribuyó responsabilidad también a Estados Unidos y Canadá.
Cuba registró el 15 de mayo dos nuevos casos en estudiantes mexicanos que fueron atendidos en la isla y se recuperaron satisfactoriamente. Los 3 casos de la gripe A (H1N1) en Cuba fueron registrados en Jagüey Grande, en el sureste de la provincia de Matanzas.
El 20 de mayo se reportó el cuarto caso de la influenza en Cuba: el de un bebé de origen canadiense de 14 meses, que vino con sus padres de vacaciones a la isla.
El quinto caso se registró el 7 de junio, proveniente de Canadá. Se detectó en la provincia de Santiago de Cuba cuando se le realizaban las pruebas de temperatura a los pasajeros que arribaron a Cuba provenientes de Canadá. La infectada fue una señora de origen canadiense que en seguida fue hospitalizada y atendida por médicos especialistas de dicha provincia cubana. Luego se pasó a realizarle un chequeo más profundo a los demás pasajeros de dicho vuelo.

### Dominica
El virus de la influenza A (H1N1) entró en Dominica el 8 de junio de 2009. Éste fue el 26º país en reportar casos de gripe A en el continente americano.
Este es uno de los pocos países americanos que no registraron muertes por la gripe A (H1N1).
Hasta el 27 de abril de 2010 (fecha de la última actualización), Dominica confirmó 36 casos de gripe A (H1N1).

### El Salvador
El virus de la influenza A (H1N1) entró en El Salvador el 4 de mayo de 2009. Éste fue el 6º país en reportar casos de gripe A en el continente americano.
Las primeras personas infectadas por la pandemia fueron dos jóvenes que habían regresado de México. "Se nos ha confirmado que tenemos dos personas que padecen del virus H1N1", dijo el ministro de Salud de El Salvador. Ese mismo día, el país contaba con cuatro casos sospechosos, de los cuales se había mandado muestras para que se analizaran en Estados Unidos.

### Granada
El virus de la influenza A (H1N1) entró en Granada el 24 de julio de 2009. Éste fue el 35º y último país en reportar casos de gripe A en el continente americano.
El primer caso en el país caribeño se registró en un turista que llegó de San Vicente y las Granadinas el 17 de julio y fue sometido a las pruebas de detección de la influenza tras mostrar síntomas habituales de tos, fiebre y un conjunto de otros síntomas. Los resultados de las orines procesadas por laboratorio en Río de Janeiro dieron resultado positivo al examen confirmando el primer caso en la isla el 19 de noviembre de 2009 17 casos fueron confirmados esta cifra se elevo a 19 el 13 de diciembre el 9 de enero un caso adicional fue confirmado elevando a 20 los casos confirmados 
Hasta el 27 de abril de 2010 (fecha de la última actualización), Granada confirmó 20 casos de gripe A (H1N1).

### Guadalupe
El virus de la influenza A (H1N1) entró en Guadalupe el 6 de julio de 2009. Éste fue el 9º territorio (dependencia) en reportar casos de gripe A en el continente americano.
Hasta el 27 de abril de 2010 (fecha de la última actualización), Guadalupe confirmó 197 casos y 5 muertes por la gripe A (H1N1).

### Guatemala
El virus de la influenza A (H1N1) entró en Guatemala el 5 de mayo de 2009. Éste fue el 7º país en reportar casos de gripe A en el continente americano.
El 27 de abril se dio la alarma por la presunta propagación del virus de la influenza A (H1N1) en Guatemala. Se tomaron medidas inmediatas en los sistemas de emergencia y prevención que están diseminados por este país centroamericano para evitar la posible llegada del virus. El 5 de mayo el ministro de Salud anunció la presencia de un caso confirmado en el país. Se trataba de una niña de 11 años que hacía unos días regresaba de Cuernavaca, México.
El 20 de mayo un hombre de 75 años de edad, residente en el departamento de San Marcos, fue declarado como el cuarto caso positivo de gripe A (H1N1) en el país, según las autoridades sanitarias.
El 10 de junio de 2009, el ministro de Salud, Celso Cerezo, reportó ocho nuevos casos de gripe A (H1N1): siete mujeres y un hombre. El ministro también informó la muerte de un niño de 12 años que se encontraba recluido en un hospital privado y estaba infectado con la gripe A (H1N1) (aunque señaló que falleció de insuficiencia renal, como lo señala el diagnóstico).

### Haití
El virus de la influenza A (H1N1) entró en Haití el 13 de julio de 2009. Éste fue el 33º país en reportar casos de gripe A en el continente americano.
El 13 de julio de 2009, un efectivo de paz de las Naciones Unidas se convirtió en el primer caso de gripe A (H1N1) confirmado en Haití. David Wimhurst, portavoz de la misión de la ONU, dijo que el soldado llegó el 2 de julio y fue puesto en cuarentena, con síntomas de un resfriado, antes de que se confirmara que había contraído el virus H1N1. Después de 10 días de tratamiento, el soldado se reintegró a su unidad.
Hasta el 27 de abril de 2010 (fecha de la última actualización), Haití confirmó 91 casos de gripe A (H1N1).

### Honduras
El virus de la influenza A (H1N1) entró en Honduras el 21 de mayo de 2009. Éste fue el 16º país en reportar casos de gripe A en el continente americano.
El día 21 de mayo se reportó el primer caso confirmado del virus en una niña de 9 años en la ciudad de San Pedro Sula. Las autoridades recomendaron seguir las medidas necesarias.

### Islas Caimán
El virus de la influenza A (H1N1) entró en las Islas Caimán el 4 de junio de 2009. Éste fue el tercer territorio (dependencia) en reportar casos de gripe A en el continente americano.
El 4 de junio de 2009, las Islas Caimán reportaron su primer caso de gripe A (H1N1). Al día siguiente se registró el segundo caso.
Hasta el 27 de abril de 2010 (fecha de la última actualización), esta dependencia británica confirmó 121 casos y una muerte por la gripe A (H1N1).

### Islas Turcas y Caicos
El virus de la influenza A (H1N1) entró en Las Islas Turcas y Caicos el 23 de julio de 2009. Éste fue el 11º territorio (dependencia) en reportar casos de gripe A en el continente americano.
Hasta el 27 de abril de 2010 (fecha de la última actualización), las Islas Turcas y Caicos confirmaron 44 casos de gripe A (H1N1).

### Islas Vírgenes Británicas
El virus de la influenza A (H1N1) entró en las Islas Vírgenes Británicas el 11 de junio de 2009. Éste fue el 5º territorio (dependencia) en reportar casos de gripe A en el continente americano.
Hasta el 27 de abril de 2010 (fecha de la última actualización), las Islas Vírgenes Británicas confirmaron 25 casos de gripe A (H1N1).

### Islas Vírgenes Estadounidenses
El virus de la influenza A (H1N1) entró en las Islas Vírgenes Estadounidenses el 17 de junio de 2009. Éste fue el 6º territorio (dependencia) en reportar casos de gripe A en el continente americano.
Hasta el 27 de abril de 2010 (fecha de la última actualización), las Islas Vírgenes Estadounidenses confirmaron 80 casos y una muerte por la gripe A (H1N1).

### Jamaica
El virus de la influenza A (H1N1) entró en Jamaica el 31 de mayo de 2009. Éste fue el 22º país en reportar casos de gripe A en el continente americano.
Al 31 de mayo de 2009, hubo dos casos confirmados de "gripe porcina" en Jamaica. El Ministro de Salud del Parlamento, Ruddy Spencer, dijo que el país se ha puesto en alerta máxima. También ha habido una mayor vigilancia en los centros de salud y en el puerto de entrada.
Hasta el 27 de abril de 2010 (fecha de la última actualización), Jamaica confirmó 191 casos y 7 muertes por la gripe A (H1N1).

### Martinica
El virus de la influenza A (H1N1) entró en Martinica el 7 de junio de 2009. Éste fue el 4º territorio (dependencia) en reportar casos de gripe A en el continente americano.
Hasta el 27 de abril de 2010 (fecha de la última actualización), Martinica confirmó 261 casos y una muerte por la gripe A (H1N1).

### Nicaragua
El virus de la influenza A (H1N1) entró en Nicaragua el 1 de junio de 2009. Éste fue el 23º país en reportar casos de gripe A en el continente americano.
El 5 de mayo, llegó a Nicaragua un especialista de la CDC para capacitar al personal sanitario del país en la realización de pruebas rápidas, y conocer si las infecciones respiratorias agudas eran causadas por el virus. El titular del Ministerio de Salud, Guillermo González, confirmó que el país estaría recibiendo de la Organización Mundial de la Salud (OMS) un lote de 10 mil tratamientos antivirales.
El 1 de junio, el Ministerio de Salud confirmó el primer caso de gripe A (H1N1) en Nicaragua, 38 días después que se desató la pandemia en el mundo.
El primer contagio se dio en una niña de 5 años habitante de la ciudad de Managua, y fue ingresada en el Hospital Manuel de Jesús Rivera "La Mascota" para recibir tratamiento. Se cree que fue infectada por su padre que había hecho viajes en Centroamérica, pero no se dijo si el padre era portador del virus. Con este caso Nicaragua se convirtió en el último país en ser infectado por el virus en América Latina.

### Panamá
El virus de la influenza A (H1N1) entró en Panamá el 8 de mayo de 2009. Éste fue el 10º país en reportar casos de gripe A en el continente americano.
El 8 de mayo se confirmó el primer caso: un joven de 20 años proveniente de Estados Unidos. Se encontraba estable y estaba siendo tratado en su residencia junto con su familia.
Entre las principales medidas sanitarias que fueron efectuadas por el gobierno, estaban: el cierre temporal de los colegios (donde asistían los afectados) y la desinfección de estos. También el gobierno ha realizado una campaña masiva de divulgación del brote, y ha pedido a la población extremar su higiene, usar mascarillas, y asistir a los centros de salud (si se tuvieren los síntomas). El Ministerio de Salud ha realizado campañas de vacunación a niños menores de 5 años y adultos mayores de 60, para protegerlos de la influenza estacional.

### República Dominicana
El virus de la influenza A (H1N1) entró en la República Dominicana el 27 de mayo de 2009. Éste fue el 17º país en reportar casos de gripe A en el continente americano.
El 27 de abril se declaró una alerta epidemiológica de vigilancia. La Secretaría de Estado de Salud Pública y Asistencia Social informó el 28 de abril sobre un posible caso de una ciudadana mexicana de 23 años que llegó al país el día anterior, y que fue hospitalizada en Santo Domingo. El 29 de abril se confirmó que los análisis de laboratorio aplicados a dicha persona resultaron negativos. Los resultados fueron enviados a Atlanta, Estados Unidos, a fin de ser validados.
El 26 de mayo, se confirmaron los primeros 2 casos en República Dominicana, luego de que Rusia, Perú, Chile y Ecuador informaran de ciudadanos posiblemente infectados en Punta Cana.
El 5 de junio las autoridades sanitarias reportaron la 1.ª muerte por la gripe A (H1N1) en la República Dominicana.

### San Bartolomé
El virus de la influenza A (H1N1) entró en San Bartolomé el 1 de octubre de 2009. Éste fue el 15º territorio (dependencia) en reportar casos de gripe A en el continente americano.
Hasta el 27 de abril de 2010 (fecha de la última actualización), San Bartolomé confirmó 2 casos de gripe A (H1N1).

### San Cristóbal y Nieves
El virus de la influenza A (H1N1) entró en San Cristóbal y Nieves el 14 de julio de 2009. Éste fue el 34º país en reportar casos de gripe A en el continente americano.
Se confirmó que la pandemia por influenza virus A Sub tipo H1N1 llegó a San Cristóbal y nieves el 14 de julio cuando un joven afroamericano procedente de Nicaragua fue confirmado con la enfermedad teniendo un desarrollo clínico favorable con la remision de los síntomas a los pocos días de la cuarentena preventiva sin embargo el 27 de julio se anunció la primera defuncion por complicaciones derivadas de la enfermedad la de una mujer de 26 años con obesidad mórbida fue tristemente anunciada el 5 de septiembre los 4 casos casos confirmados fueron resueltos sin complicaciones Mayores el 23 de diciembre un seg
Hasta el 27 de abril de 2010 (fecha de la última actualización), San Cristóbal y Nieves confirmó 6 casos y 2 muertes por la gripe A (H1N1).

### San Martín
El virus de la influenza A (H1N1) entró en Aruba el 6 de julio de 2009. Éste fue el 10º territorio (dependencia) en reportar casos de gripe A en el continente americano.
Hasta el 27 de abril de 2010 (fecha de la última actualización), San Martín confirmó 62 casos de gripe A (H1N1).

### San Vicente y las Granadinas
El virus de la influenza A (H1N1) entró en San Vicente y las Granadinas el 2 de junio de 2009. Éste fue el 30º país en reportar casos de gripe A en el continente americano.
Hasta el 27 de abril de 2010 (fecha de la última actualización), San Vicente y las Granadinas confirmó 17 casos de gripe A (H1N1).

### Santa Lucía
El virus de la influenza A (H1N1) entró en Santa Lucía el 30 de junio de 2009. Éste fue el 29º país en reportar casos de gripe A en el continente americano.
El 30 de junio panameño de 33 años que trabajaba como funcionario del aeropuerto internacional de la capital fue anunciado como la primera persona afectada por la pandemia se detuvo su actividad laboral durante el periodo de cuarentena a fin de evitar la propagación del virus se adoptaron medidas de distanciamiento además de la instalación de desinfectantes en los puestos de control en el aeropuerto el 12 de noviembre se anunció que un hondureño de 23 años que pasaba sus vacaciones en el país falleció tras complicaciones derivadas de la gripe 

Hasta el 27 de abril de 2010 (fecha de la última actualización), Santa Lucía confirmó 55 casos y una muerte por la gripe A (H1N1).

### Trinidad y Tobago
El virus de la influenza A (H1N1) entró en Trinidad y Tobago el 2 de junio de 2009. Éste fue el 25º país en reportar casos de gripe A en el continente americano.
Los miembros de la selección de fútbol Sub-17 de Trinidad y Tobago se han sometido a pruebas de la gripe A (H1N1) después de regresar de la Ciudad de México de un partido de las eliminatorias de la Copa del Mundo sub-17, celebrada en Nigeria este año. Una mujer fue confirmada esta semana como caso confirmado de la gripe A (H1N1). Su identidad fue retenida.
Por el momento, a las personas que viajaron en el mismo vuelo de la mujer infectada se les pide ponerse en contacto con las autoridades de salud.
El 2 de junio se confirmaron los 2 primeros casos de gripe A (H1N1).
Hasta el 27 de abril de 2010 (fecha de la última actualización), Trinidad y Tobago confirmó 211 casos y 5 muertes por la gripe A (H1N1).

## Sudamérica
|                                                           | | |
| Muertes Casos confirmados Casos sospechosos Sin sospechas | Más de 50.000 casos Más de 5.000 casos Más de 500 casos Más de 50 casos Más de 5 casos Más de 1 caso Sin sospechas | Sin muertes Más de 1 muerte Más de 5 muertes Más de 10 muertes Más de 50 muertes Más de 100 muertes Más de 500 muertes Más de 1000 muertes Más de 5000 muertes |

El primer caso sudamericano se confirmó en Colombia el 2 de mayo, en la localidad de  Zipaquirá. El paciente había llegado en los anteriores días al país, regresando de la ciudad mexicana de Cancún.

### Argentina
El virus de la influenza A (H1N1) entró en Argentina el 7 de mayo de 2009. Éste fue el 8º país en reportar casos de gripe A en el continente americano.
Aunque al 27 de abril no se habían registrado casos sospechosos, el Viceministro de Salud, Carlos Soratti, aclaró que los sistemas de emergencia y prevención se activaron en el país para evitar la posible llegada del virus. No obstante, horas después se anunció el primer caso sospechoso en Río Negro, y más tarde, otros en las ciudades de Mendoza, Córdoba y Buenos Aires. Por dicha situación, el día 29 de abril se decidió cancelar todas las operaciones aéreas comerciales procedentes y con destino a México desde el aeropuerto de Ezeiza hasta el lunes 4 de mayo, plazo que fue extendido por 16 días hasta el 15 de mayo.
El Gobierno nacional tomó en sus manos la administración de seiscientas diez mil dosis de oseltamivir y zanamivir existentes en el territorio nacional para afrontar una posible aparición del virus en el país.
El 7 de mayo se conoció el primer caso confirmado, el de un hombre que había regresado de México antes de la cancelación de vuelos. Si bien había arribado asintomático al país, a los dos días manifestó los síntomas de la enfermedad, por lo que fue diagnosticado a tiempo. El tratamiento funcionó exitosamente y fue dado de alta.
El lunes 15 de junio, la ministra Graciela Ocaña confirmó la primera muerte por esta enfermedad. Se trató de una niña de 3 meses, quien había nacido prematura y tenía problemas respiratorios.

### Bolivia
El virus de la influenza A (H1N1) entró en Bolivia el 28 de mayo de 2009. Éste fue el 19º país en reportar casos de gripe A en el continente americano.
En Bolivia, el gobierno determinó a través de un decreto [cita requerida] declarar emergencia sanitaria nacional y reforzar el control en aeropuertos, terminales y puntos fronterizos sobre los visitantes que ingresen al país, a fin de evitar riesgos de contagio de la gripe A (H1N1) (según el Ministerio de Salud).
Se implementaron diferentes medidas de prevención a fin de evitar el ingreso de la gripe A (H1N1), entre las cuales podemos mencionar: el uso obligatorio de barbijos N.º 95 por parte del personal de aeropuertos; la distribución de afiches informativos de la gripe A (H1N1); y las medidas que deben tomarse para evitar el contagio. También se ha restringido el comercio porcino y la importación de productos cárnicos.
El día 28 de mayo se confirmaron los 2 primeros casos en Santa Cruz de la Sierra. Después se reportó un caso sospechoso en la ciudad de La Paz, el cual fue confirmado el 31 de mayo. El 4 de junio, se dieron de alta a las dos personas que fueron confirmadas en Santa Cruz de la Sierra, quienes regresaron a su lugar de residencia (EE. UU.).
Fueron detectados 2 nuevos contagios en Montero (ciudad del departamento de Santa Cruz) y la OMS estima que Bolivia será más vulnerable que otros países de la región, por causa de sus altos índices de pobreza.

### Brasil
El virus de la influenza A (H1N1) entró en Brasil el 7 de mayo de 2009. Éste fue el 9º país en reportar casos de gripe A en el continente americano.
Las autoridades sanitarias de Brasil han informado de la existencia de 20 casos sospechosos en personas portadoras de síntomas similares a los de este virus (H1N1). El Ministerio de Salud brasileño ha aseverado que en un primer momento la cifra total era de 22, pero descartaron dos posibles casos en São Paulo tras realizar las pruebas pertinentes. Al parecer varios de los contagiados[cita requerida] viajaron a alguno de los países afectados por esta enfermedad, cuyo origen reside en San Diego, Estados Unidos.
El 7 de mayo, los cuatro primeros casos de gripe A (H1N1) fueron confirmados: dos de ellos del estado de São Paulo, uno del estado de Río de Janeiro, y uno del estado de Minas Gerais. Tres de los pacientes infectados habían viajado recientemente a México, y el otro recientemente a los Estados Unidos.
El 28 de junio de 2009, Brasil registró su primera muerte por influenza A (H1N1), después de que un hombre de 29 años sucumbiera al virus tras contagiarse en Argentina, informaron las autoridades sanitarias. El hombre mostró síntomas por primera vez el 15 de junio durante un viaje a Argentina.

### Chile
El virus de la influenza A (H1N1) entró en Chile el 17 de mayo de 2009. Éste fue el 14º país en reportar casos de gripe A en el continente americano.
La gripe A (H1N1) no llegó a Chile hasta mediados de mayo de 2009, cuando se identificó el virus en ciudadanas chilenas provenientes desde Punta Cana, República Dominicana. Su rápida expansión, que ha sido atribuida al contagio masivo en colegios del sector oriente del Gran Santiago, (fenómeno similar al ocurrido en Nueva York, Estados Unidos), ha llevado a Chile a ser uno de los países con más infectados por número de habitantes.
El 17 de mayo de 2009, el Ministro de Salud Álvaro Erazo confirmó el primer caso de la influenza A(H1N1), correspondiente a una mujer chilena de 32 años que arribó desde Punta Cana, República Dominicana. Más tarde se confirma el segundo caso, quien sería una amiga de la primera afectada.
El 2 de junio se confirma la primera muerte, la cual se registra en la Región de Los Lagos.

### Colombia
El virus de la influenza A (H1N1) (también llamado inicialmente virus de la gripe porcina o como de la nueva gripe) en Colombia comenzó el 2 de mayo de 2009, debido al contacto aerocomercial con las áreas endémicas, principalmente México y Estados Unidos, según informó el Ministerio de Salud y Protección Social. De esta manera, Colombia se convirtió en el primer país en reportar casos de gripe A en América del Sur y el quinto en el continente americano.
El primer caso confirmado en el país se trató de un hombre de 42 años de edad, que había visitado México; las autoridades sanitarias informaron que el paciente se encontraba en buenas condiciones de salud y que permanecía en su casa, acompañado de su familia.

### Ecuador
El virus de la influenza A (H1N1) entró en Ecuador el 15 de mayo de 2009. Éste fue el 13º país en reportar casos de gripe A en el continente americano.
El 15 de mayo de 2009, Ecuador registró su primer caso de gripe A (H1N1) en Guayaquil. La persona infectada fue un niño que llegó el 10 de mayo en un vuelo procedente de Miami, según dijo la ministra de salud en una conferencia de prensa.
El niño fue trasladado al Hospital de Infectología, donde se sospechó que tenía influenza A (H1N1). La escuela donde asistía tuvo que ser cerrada por una semana.
Las dos primeras muertes registradas en Ecuador por la gripe A (H1N1), se dieron el 10 de julio de 2009 en las provincias de Azuay y Tungurahua.

### Guayana Francesa
El virus de la influenza A (H1N1) entró en la Guayana Francesa el 31 de julio de 2009. Éste fue el 13º territorio (dependencia) en reportar casos de gripe A en el continente americano.
Un primer caso de gripe A (H1N1) fue confirmado en la Guayana Francesa el día 31 de julio de 2009. Era un joven de 19 años que regresaba de los Estados Unidos.
Hasta el 27 de abril de 2010 (fecha de la última actualización), la Guayana Francesa confirmó 213 casos y una muerte por la gripe A (H1N1).

### Guyana
El virus de la influenza A (H1N1) entró en Guyana el 7 de julio de 2009. Éste fue el 32º país en reportar casos de gripe A en el continente americano.
Guyana ha sido hasta el momento el único país sudamericano en no registrar muertes por la gripe A (H1N1). Hasta el 27 de abril de 2010 (fecha de la última actualización), solamente confirmó 27 casos.

### Islas Malvinas
El virus de la influenza A (H1N1) entró en las Islas Malvinas el 24 de julio de 2009. Éste fue el 12º territorio (dependencia) en reportar casos de gripe A en el continente americano.
Médicos de las Islas Malvinas confirmaron los primeros cinco casos positivos de gripe A, el 31 de julio: dos adolescentes que venían de participar de una competencia internacional, y tres militares. Las autoridades sanitarias adoptaron las mismas medidas del Reino Unido. De las siete muestras de laboratorio que fueron enviadas al Reino Unido, cinco resultaron positivas.
Hasta el 27 de abril de 2010 (fecha de la última actualización), las Islas Malvinas confirmaron 7 casos y una muerte por la gripe A (H1N1).

### Paraguay
El virus de la influenza A (H1N1) entró en Paraguay el 19 de mayo de 2009. Éste fue el 15º país en reportar casos de gripe A en el continente americano.
El 28 de abril el Ministerio de Salud Pública y Bienestar Social implementaba las medidas de precaución, estableciendo más controles.
El 30 de abril se declaraba el Estado de Emergencia Epidemiológica debido al avance de la gripe A (H1N1) en el mundo, y al aumento del nivel de emergencia declarado por la OMS, preparando hospitales y servicios médicos para un posible ingreso del virus.
El 19 de mayo, las autoridades confirmaron el primer caso en el país en una mujer procedente de la Ciudad de Nueva York.
El 1 de julio, el Ministerio de Salud Pública y Bienestar Social confirmó la muerte de un hombre de 60 años por la gripe A (H1N1), quien había ingresado en el Sanatorio Privado San Roque de Asunción. Este paciente era portador de una cardiopatía (operado de cirugía valvular y con síntomas de insuficiencia cardiaca congestiva global).

### Perú
El virus de la influenza A (H1N1) entró en Perú el 14 de mayo de 2009. Éste fue el 12º país en reportar casos de gripe A en el continente americano.
El primer caso de gripe A (H1N1) ocurrió el 14 de mayo de 2009. Se trataba de una ciudadana peruana de 27 años que llegó al país sin síntomas procedente de Nueva York. El ministro de Salud informó que se ha decretado la alerta amarilla en respuesta a la gripe A (H1N1). Las medidas de vigilancia y control para prevenir brotes de influenza se extendieron a todos los vuelos que llegaban al Perú, así como a todos los aeropuertos, puertos marítimos y terrestres, y controles fronterizos. También el gobierno ha preparado zonas especiales en los hospitales del Perú para tratar los casos de esta enfermedad.
El día 28 de abril, se informó un caso de gripe A con el componente H1. Se trataba de una mujer argentina que venía desde Panamá, y que debido a un posible paro cardíaco en pleno vuelo, la tripulación del avión pidió hacer una escala en Lima para dejar a esta paciente, lo cual fue concedido por las autoridades locales. Fue el propio ministro de Salud peruano, Óscar Ugarte, quien anunció que la argentina Alejandrina Coche es portadora del virus respiratorio y fue aislada para recibir el tratamiento debido en el hospital Carrión del Callao. El día 30 de abril, el mismo ministro descartó el caso ya que no presentaba el componente N1, que define completamente a la enfermedad.
El 5 de julio el MINSA informa que se han registrado las 2 primeras muertes en el país, ambas dadas en Lima.

### Surinam
El virus de la influenza A (H1N1) entró en Surinam el 16 de junio de 2009. Éste fue el 27º país en reportar casos de gripe A en el continente americano.
El 15 de junio, el gobierno da a conocer los primeros 13 casos de la gripe A (H1N1) en este país. De los 13 casos, 11 fueron contagiados en Trinidad y Tobago, y los restantes 2 serían familiares de algunas de las personas que regresaron del viaje a dicho país.
Por otro lado, el ministro de salud de Surinam, Celsius Watenberg, llamó a la población a la calma, e indicó que "Surinam cuenta con 1.000 tratamientos disponibles para atender pacientes en su residencia, y que unas 100.000 píldoras del medicamento Tamiflu ya han sido enviadas a este país".

### Uruguay
El virus de la influenza A (H1N1) entró en Uruguay el 27 de mayo de 2009. Éste fue el 18º país en reportar casos de gripe A en el continente americano.
El día 27 de mayo se reportaron dos casos confirmados del virus en la ciudad de Montevideo. Las autoridades recomendaron seguir las medidas necesarias.
El día 8 de junio se cerraron dos colegios privados en Montevideo para evitar la infección de los estudiantes.
A partir del 12 de junio, el Ministerio de Salud Pública no dará cifras de enfermos por la gripe A "caso a caso", argumentando que ya no corresponde dar cifras de afectados, puesto que la enfermedad ya entró a fase pandémica. Ahora se procederá al estudio de los brotes que surjan.
La primera muerte confirmada en Uruguay a causa de la nueva gripe se reportó el 29 de junio en Montevideo. El 13 de julio se confirman otras 2 muertes.

### Venezuela
El virus de la influenza A (H1N1) entró en Venezuela el 28 de mayo de 2009. Éste fue el 20º país en reportar casos de gripe A en el continente americano.
El día 28 de mayo de 2009 fue reportado el primer caso confirmado del virus en el país. Se trata de un joven de 22 años procedente de Panamá.
El 29 de mayo fue confirmado el segundo caso. Se trataba de la pareja del joven infectado, quien viajó junto a este a Panamá.
El 31 de mayo fue confirmado el tercer caso. Se trataba de la madre del primer afectado en el país. Luego el 3 de junio fue confirmado el cuarto caso. Se trataba esta vez de una persona procedente de Brasil.
El día 19 de julio se confirma la primera muerte por esta enfermedad. Se trataba de una niña de 11 meses de edad, habitante de la población de El Hatillo, Estado Miranda.
En 2011 nuevamente brotó el virus en varios estados venezolanos, poniendo en alerta a todo el país.

## Cronología
| País o dependencia             | Confirmación del primer caso |
| ------------------------------ | ---------------------------- |
| México                         | 17 de marzo de 2009          |
| Estados Unidos                 | 28 de marzo de 2009          |
| Canadá                         | 27 de abril de 2009          |
| Costa Rica                     | 28 de abril de 2009          |
| Colombia                       | 3 de mayo de 2009            |
| El Salvador                    | 4 de mayo de 2009            |
| Guatemala                      | 5 de mayo de 2009            |
| Argentina                      | 7 de mayo de 2009            |
| Brasil                         | 7 de mayo de 2009            |
| Panamá                         | 8 de mayo de 2009            |
| Cuba                           | 11 de mayo de 2009           |
| Perú                           | 14 de mayo de 2009           |
| Ecuador                        | 15 de mayo de 2009           |
| Chile                          | 17 de mayo de 2009           |
| Paraguay                       | 19 de mayo de 2009           |
| Honduras                       | 21 de mayo de 2009           |
| Puerto Rico                    | 26 de mayo de 2009           |
| República Dominicana           | 26 de mayo de 2009           |
| Uruguay                        | 27 de mayo de 2009           |
| Bolivia                        | 28 de mayo de 2009           |
| Venezuela                      | 28 de mayo de 2009           |
| Bahamas                        | 31 de mayo de 2009           |
| Jamaica                        | 31 de mayo de 2009           |
| Nicaragua                      | 1 de junio de 2009           |
| Islas Bermudas                 | 2 de junio de 2009           |
| Trinidad y Tobago              | 2 de junio de 2009           |
| Barbados                       | 3 de junio de 2009           |
| Islas Caimán                   | 4 de junio de 2009           |
| Martinica                      | 7 de junio de 2009           |
| Dominica                       | 8 de junio de 2009           |
| Islas Vírgenes Británicas      | 11 de junio de 2009          |
| Surinam                        | 16 de junio de 2009          |
| Islas Vírgenes Estadounidenses | 17 de junio de 2009          |
| Antillas Neerlandesas          | 17 de junio de 2009          |
| Antigua y Barbuda              | 19 de junio de 2009          |
| Santa Lucía                    | 30 de junio de 2009          |
| San Vicente y las Granadinas   | 2 de julio de 2009           |
| Aruba                          | 3 de julio de 2009           |
| Guadalupe                      | 6 de julio de 2009           |
| San Martín                     | 6 de julio de 2009           |
| Belice                         | 7 de julio de 2009           |
| Guyana                         | 7 de julio de 2009           |
| Haití                          | 13 de julio de 2009          |
| San Cristóbal y Nieves         | 14 de julio de 2009          |
| Islas Turcas y Caicos          | 23 de julio de 2009          |
| Granada                        | 24 de julio de 2009          |
| Islas Malvinas                 | 24 de julio de 2009          |
| Guayana Francesa               | 31 de julio de 2009          |
| Anguila                        | 5 de agosto de 2009          |
| San Bartolomé                  | 1 de octubre de 2009         |
| Groenlandia                    | 11 de noviembre de 2009      |

| País o dependencia             | Confirmación de la primera muerte |
| ------------------------------ | --------------------------------- |
| México                         | 12 de abril de 2009               |
| Estados Unidos                 | 29 de abril de 2009               |
| Canadá                         | 7 de mayo de 2009                 |
| Costa Rica                     | 9 de mayo de 2009                 |
| Chile                          | 2 de junio de 2009                |
| República Dominicana           | 5 de junio de 2009                |
| Colombia                       | 9 de junio de 2009                |
| Guatemala                      | 10 de junio de 2009               |
| Argentina                      | 15 de junio de 2009               |
| Honduras                       | 22 de junio de 2009               |
| Brasil                         | 28 de junio de 2009               |
| Uruguay                        | 29 de junio de 2009               |
| Paraguay                       | 1 de julio de 2009                |
| El Salvador                    | 3 de julio de 2009                |
| Perú                           | 5 de julio de 2009                |
| Jamaica                        | 6 de julio de 2009                |
| Puerto Rico                    | 7 de julio de 2009                |
| Ecuador                        | 10 de julio de 2009               |
| Bolivia                        | 10 de julio de 2009               |
| Venezuela                      | 18 de julio de 2009               |
| Panamá                         | 19 de julio de 2009               |
| Islas Caimán                   | 24 de julio de 2009               |
| San Cristóbal y Nieves         | 27 de julio de 2009               |
| Nicaragua                      | 12 de agosto de 2009              |
| Islas Vírgenes Estadounidenses | 3 de septiembre de 2009           |
| Surinam                        | 8 de septiembre de 2009           |
| Guayana Francesa               | 8 de septiembre de 2009           |
| Islas Bermudas                 | 13 de septiembre de 2009          |
| Martinica                      | 18 de septiembre de 2009          |
| Barbados                       | 30 de septiembre de 2009          |
| Cuba                           | 10 de octubre de 2009             |
| Trinidad y Tobago              | 14 de octubre de 2009             |
| Guadalupe                      | 22 de octubre de 2009             |
| Islas Malvinas                 | 19 de noviembre de 2009           |